# Ashley Madison
Ashley Madison是一個提供社交網絡的婚外情网站，由埃爾·彼得曼（Noel Biderman）於2001年在加拿大創辦，服務全球超過29個國家，擁有2千萬名會員，每月平均有180萬人次瀏覽。網站的推廣重點是婚外情約會，因此被宗教團體批評破壞家庭關係；同時亦有人質疑網站與一般成人網站無異，為性工作者提供宣傳平台。

## 名称
- AshleyMadison阿什利－麦迪逊的网名来自英文中两个最流行的女孩名字：阿什利和麦迪逊。该网站采用会员制，可免费注册，也可以设定条件去搜索感兴趣的会员，但向对方发送信息的话则需要收费，没付费的会员不能联系任何人，但能回复付费会员主动发来的信息。该网站主要通过电视、广告牌和广播电台的广告来扩大影响，每周吸引180万以上的访问流量，目前已在世界上27个国家拥有2000万名会员，从今年七月起它登陆日本，在不到两周的时间内注册会员就突破了30万。[1]